# Eugen Alt
Eugen Johann Alt (* 4. August 1878 in Augsburg; † 25. September 1936 in Dresden) war ein deutscher Meteorologe, Klimatologe und Hochschullehrer.

## Leben

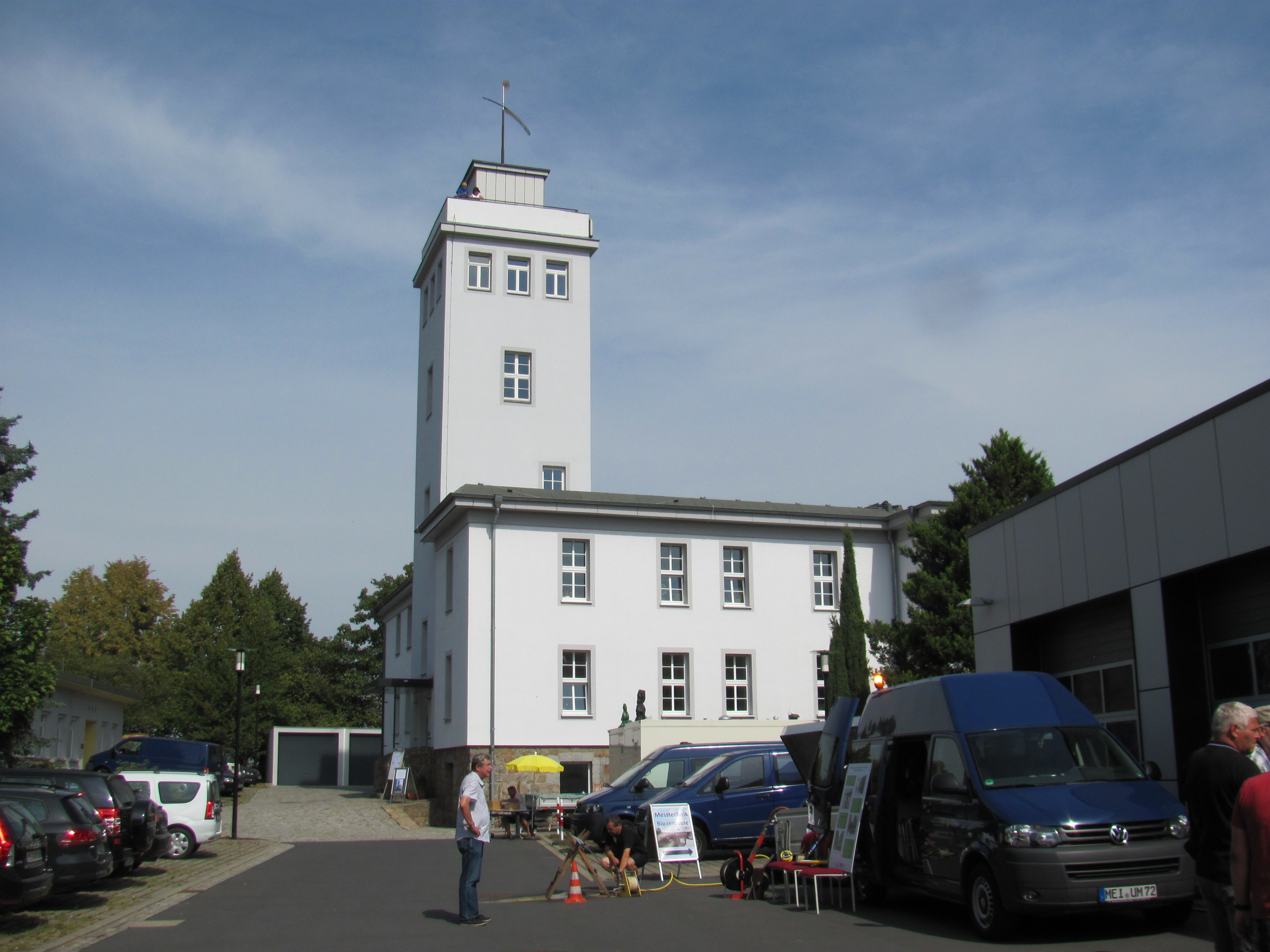
Sächsische Landeswetterwarte – Dienstsitz von Eugen Alt

Er war der Sohn des Augsburger Postoberkondukteurs Georg Alt und dessen Ehefrau Anna geborene Schilling. Nach dem Besuch des Realgymnasiums in Augsburg ging er an die Technische Hochschule in München, um Mathematik und Physik zu studieren. Während seines Studiums wurde er im Wintersemester 1898/99 Mitglied der Münchener Burschenschaft Arminia.
Nach kurzer praktischer Tätigkeit als Lehrer war Eugen Alt von 1902 bis 1921 Hilfsassistent, Kustos und Konservator an der Bayrischen Meteorologischen Zentralstation in München.
Eugen Alt promovierte im Jahre 1909 in München zum Dr. phil. Das Thema seiner Dissertation lautete: Die Doppeloszillation des Barometers, insbesondere im arktischen Gebiet. Er war von 1921 bis 1934 Direktor der Sächsischen Landeswetterwarte in Wahnsdorf bei Dresden. Daneben war er von 1921 bis 1927 Lehrbeauftragter für Meteorologie an der Forstakademie in Tharandt und ab 1924 als Honorarprofessor für praktische Witterungskunde an der Technischen Hochschule Dresden tätig.
1935 wurde Eugen Alt als Oberregierungsrat in das nationalsozialistische Beamtenverhältnis übernommen und zum Luftkreismeteorologen im Luftkreiskommando III Dresden berufen. Er starb einen Monat nach Vollendung seines 58. Lebensjahres.

## Werke (Auswahl)
- Der Krieg im Zeitalter der Naturwissenschaft und der Technik, Leipzig, 1915.
- Meteorologie für Flieger, Berlin, 1917.
- Die Wettervorhersage, ihre Geschichte, ihr gegenwärtiger Stand und die Richtung ihrer Fortentwicklung, München, 1919.
- Das Klima, 2. Aufl., Leipzig, [1925].
- Wind und Wetter, Leipzig, 1925.
- Klimakunde von Mittel- und Südeuropa, Berlin, 1932.
- (mit anderen Autoren): Klima von Nordwesteuropa und den Inseln von Island bis Franz-Josef-Land, Berlin, 1932.
- (mit anderen Autoren): Die Hochwasserkatastrophe im östlichen Erzgebirge am 8. und 9. Juli 1927, Berlin, 1936.